# ISAN
Međunarodni standardni audiovizuelni broj (International Standard Audiovisual Number - ISAN) je jedinstveni identifikator za audiovizuelna dela i sa njima povezane verzije, sličan ISBN –u za knjige. Razvijen je unutar ISO (Međunarodna organizacija za standardizaciju) radne grupe TC46/SC9. ISAN-om upravlja i vodi ga ISAN-IA.
ISAN standard (ISO standard 15706:2002 & ISO 15706-2) je preporučen ili zahtevan kao audiovizuelni identifikator za producente, studije, emitere, dobavljače internet medija i izdavače video igara koji imaju potrebu da kodiraju, prate i distribuiraju video u različitim formatima. Ovaj standard obezbeđuje jedinstven, međunarodno priznat i trajan refetentni broj za svako audiovizuelno delo i njemu srodne verzije registrovane u ISAN sistemu.
ISAN identifikuje dela kroz čitav njihov životn vek, od začetaka, preko produkcije do distribucije i prikazivanja. Njegova snaga je u univerzalnosti primene i stabilnosti na duži rok.
ISAN može biti ugrađen u digitalne i fizičke medije, kao što su štampani materijali vezani za prikazivanje u bioskopima, DVD, publikacije, reklame, marketinške materijale i pakovanje, i može se uključivati u ugovore da bi se jedinstveno identifikovala AV dela.
ISAN identifikator je uključen u mnoge nacrte ili konačne verzije standarda kao što su AACS, DCI, MPEG, DVB, i ATSC.

## Format broja
ISAN je 96-bitni broj koji se sastoji od tri segmenta: osnove, dela za epizodu i dela za verziju.
Osnova se dodeljuje osnovnom delu. Naredni delovi filma ili televizijske epizode koje su povezane sa osnovnim delom mogu imati istu osnovu, ali različiti deo za “epizodu ili deo” (ako osnovno delo nema povezane deloveili epizode, tada je segment za epizode ispunjen nulama). Dela (i njihove epizode ili delovi) koja su na neki našin bila modifikovana — na primer sinhronizovana ili titlovana na drugi jezik — mogu imati različite verzije. Kada se 96-bitni ISAN prikaže u heksadecimalnoj formi on ima 24 cifre, na primer: 000000018947000000000000.
Međutim, štampana verzija ISAN pravljena da bude čitljiva ljudskom, oku uvek počinje ISAN oznakom, a grupe brojeva su razdvojene crticom da bi bile grupisane u grupe cifara lakše za prepoznavanje, i uvek se dodaju dva kontrolna karaktera (sačinjena od slova A–Z) koje pomažu da se identifikuju greške u transkripciji. Rezultujući broj se se pojavljuje kao: ISAN 0000-0001-8947-0000-8-0000-0000-D
Isto tako, ISAN-IA je razvila preporučenu praksu za kodiranje ISAN-a u dvodimenzionalni barkod kvadrat od 96 piksela.
ISAN je centralno registrovan i trajno dodeljen referentni broj. Delo ili sadržaj na koji se on odnosi identifikovan je skupom metapodataka registrovanih u ISAN-IA. Imenovane Registracione agencije i ISAN-IA zajedno rade na tome da spreče dodeljivanje duplikata ISAN brojeva sa istim skupom metapodataka. ISAN skup metapodataka obuhvata naslov (originalni i alternativni), kasting (režiser, glumci, producnt, scenarista, itd...), vrstu dela (film, dokumentarac, TV serija ili zabavna emisija, sportski događaj, video igre, itd...), trajanje, godinu proizvodnje i desetine drugih podataka povezanih sa delom. Ovi metapodaci su primenljivi na sve vrste audiovizuelnih dela, uključujući sa njima povezane verzije trejlera, isečaka, videa i emitovanja.
Predviđeno je korišćenje Microsoftovog Kolor Barkoda visokog kapaciteta.

## ISAN-IA
ISAN-IA (ISAN Međunarodna agencija) je neprofitna asocijacija locirana u Ženevi, koju su 2003. osnovali AGICOA, CISAC, i FIAPF sa ciljem da rukovodi ISAN standardom.
ISAN-IA ima sledeće dužnosti:
- održava ISAN centralnu bazu
- implementira, vodi i upravlja ISAN sistemom
- akedituje i postavlja ISAN registracione agencije širom sveta
- promoviše ISAN kod predstavnika audiovizuelne industrije uz pomoć regstracionih agencija.

## Spoljašnje veze
- ISAN International Agency (ISAN-IA)
- ISAN Berne, registration agency Архивирано на веб-сајту  (24. новембар 2020)
- AF ISAN, French registration agency
- ARIBSAN, Spain registration agency
- Austral Asia registration agency
- USA Hollywood based registration agency
- ISAN Deutschland
- ISAN NL, Netherlands Registration Agency
- ISAN Sverige, Sweden Registration Agency
- ABRISAN, Brazil Registration Agency
- ISAN UK, UK Registration Agency
- ISAN IRAN, IRAN Registration Agency
- ISAN Srbija, Registraciona agencija za Srbiju Архивирано на веб-сајту  (6. октобар 2008)
- ISAN Osterreich, Austria
- ARIBSAN Latin America, Uruguay

- 4246 ISAN URN Definition